# Eletica luteosignata
Eletica luteosignata là một loài bọ cánh cứng trong họ Meloidae. Loài này được Fähraeus miêu tả khoa học năm 1870.